# Rhynchoplexia griseimarginata
Rhynchoplexia griseimarginata là một loài bướm đêm trong họ Noctuidae.